# Маннапов Назрілла
Назрілла Маннапов (5 серпня 1930, місто Ташкент, тепер Узбекистан — ?, місто Ташкент, Узбекистан) — радянський діяч, новатор виробництва, слюсар-складальник Ташкентського авіаційного виробничого об'єднання імені Чкалова Узбецької РСР. Член Центральної Ревізійної комісії КПРС у 1981—1986 роках. Депутат Верховної ради Узбецької РСР 9—10-го скликань. Герой Соціалістичної Праці (10.02.1981).

## Життєпис
У 1951—1954 роках — у Радянській армії.
У 1954—1955 роках — верстатник районного промислового комбінату в місті Ташкенті.
З червня 1955 року — слюсар-складальник Ташкентського авіаційного заводу № 84 (з 1973 року — авіаційного виробничого об'єднання) імені Чкалова Узбецької РСР.
Член КПРС з 1959 року.
У 1962 році закінчив Ташкентський авіаційний технікум.
Указом Президії Верховної ради СРСР («закритим») від 10 лютого 1981 року Маннапову Назріллі присвоєно звання Героя Соціалістичної Праці з врученням ордена Леніна і золотої медалі «Серп і Молот».
Потім — на пенсії в місті Ташкенті.
Помер після 1990 року.

## Нагороди
- Герой Соціалістичної Праці (10.02.1981)
- два ордени Леніна (23.12.1976; 10.02.1981)
- орден Жовтневої Революції (26.04.1971)
- орден «Знак Пошани» (2.03.1962)
- медалі